# Megan Fox
Megan Denise Fox (født 16. maj 1986) er en amerikansk skuespiller og model. Hun begyndte sin skuespillerkarriere i 2001 med flere mindre tv- og filmroller, bl.a Holiday in the Sun med Mary-Kate og Ashley Olsen, og spillede en regelmæssig rolle i tv-serien Hope & Faith. I 2004 fik hun sin filmdebut i filmen Confessions of a Teenage Drama Queen. I 2007 spillede hun Mikaela Banes i Transformers, hvilket blev hendes gennembrudsrolle. Hun gentog rollen i efterfølgeren Transformers: Revenge of the Fallen i 2009. Senere i 2009 spillede hun hovedrollen i Jennifer's Body. Fox betragtes også som en af de moderne kvindelige sexsymboler og har optrådt i magasiner som Maxim, Rolling Stone og FHM.

## Karriere
Fox fik sin filmdebut i filmen Holiday in the Sun (2001) som den forkælede arving Brianna Wallace og rival til Alex Stewart (Ashley Olsen). Hun fik så gæsteoptrædener i Ocean Ave., What I Like About You, Two and a Half Men og The Help fra 2003 til 2004. I 2004 medvirkede Fox i Confessions of a Teenage Drama Queen sammen med Lindsay Lohan. Hun fik derefter en fast rolle i tv-serien Hope & Faith, hvor hun spillede Sydney Shanowski fra 2004 til 2006.
Foxs store gennembrud kom da hun fik den kvindelige hovedrolle som Mikaela Banes i realfilmen Transformers (2007), baseret på legetøjet og tegnefilmene af samme navn. I juni 2007 blev Fox castet i How to Lose Friends & Alienate People, hvor hun spiller sammen med Jeff Bridges, Simon Pegg og Kirsten Dunst. Rollen Fox spiller er en ung Hollywood-starlet, der får sin første smag af berømmelse. Filmen havde premiere i oktober 2008 (USA).
Fox optrådte i en femsiders fotoserie i november 2005-nummeret af det populære mandemagasin FHM. Hun optrådte i marts 2007-nummeret af FHM, juni 2007-nummeret af GQ, juli 2007-nummeret af Maxim, og september 2007-nummeret af Arena. Hun blev kåret til verdens mest sexede kvinde af FHM-magasinet i 2008, og slog dermed Jessica Biel og Jessica Alba. Fox repræsenteres af The Gersh Agency.
I marts 2009 rapporterede Variety, at Fox var indstillet til at spille den ledende rolle som Aspen Matthews i filmen Fathom, som hun også ville co-producere med Brian Austin Green. Fox optrådte med Dominic Monaghan i musikvideoen til Eminem og Rihannas single "Love the Way You Lie".
I 2012 optrådte hun kortvarigt i Sacha Baron Cohens komedie The Dictator samt i en fremhævet rolle som i Judd Apatows komedie This Is 40. I januar 2013 blev Fox præsenteret i en brasiliansk tv-reklame for Brahma-øl. I februar 2013 indstillede Fox sine uoverensstemmelser med instruktøren Michael Bay, da det blev bekræftet, at hun ville samarbejde med ham igen i filmen Teenage Mutant Ninja Turtles.

## Privat
Siden 2004 har Fox været kæreste med skuespilleren Brian Austin Green, kendt fra bl.a. Beverly Hills, 90210, og i år 2010 blev de så gift. 
Den 27. september 2012 blev hun mor til Noah.
Fox har ni tatoveringer: Et digt på venstre brystkasse (under armen), i nakken et kinesisk symbol for styrke, kærestens navn "Brian" på hoften, en måne blandet med en stjerne på højre ben (som desuden er hendes eneste farvelagte tatovering), Marilyn Monroes ansigt på højre arm, en ying/yang-agtig tatovering i nogle bølger på højre håndled. På højre skulder desuden en tatovering hvor der står "We will all laugh at gilded butterflies," en linje fra Shakespeares skuespil Kong Lear. Derudover har hun en eller to tatoveringer, man ikke kan se eller ved noget om, men hun har selv udtalt at hun har ni i alt.

## Filmografi

### Film
| År   | Film                                                                                 | Rolle           | Noter |
| ---- | ------------------------------------------------------------------------------------ | --------------- | --- |
| 2001 | Holiday in the Sun                                                                   | Brianna Wallace | Direkte til video |
| 2004 | Confessions of a Teenage Drama Queen                                                 | Carla Santini   | |
| 2004 | Crimes of Fashion                                                                    | Candace         | Tv-film |
| 2007 | Transformers                                                                         | Mikaela Banes   | National Movie Award nomination – Best Performance by a Female Teen Choice Award nominationer: Choice Movie Actress: Action Adventure, Choice Movie: Breakout Female, Choice Movie: Liplock (with Shia LaBeouf) Spike TV Scream Award – Sci-Fi Siren. MTV Movie Awards Best Movie |
| 2008 | How to Lose Friends & Alienate People                                                | Sophie Maes     | |
| 2008 | Whore                                                                                | Lost            | I post-produktion |
| 2009 | Jennifer's Body                                                                      | Jennifer Check  | |
| 2009 | Transformers: Revenge of the Fallen (Transformers: De Faldnes hævn/Den Faldnes hævn) | Mikaela Banes   | |
|      | Fathom (comics)                                                                      | Aspen Matthews  | |

### Tv
| År   | Film                  | Rolle                      | Noter |
| ---- | --------------------- | -------------------------- | --- |
| 2002 | Ocean Ave             | Ione Starr                 | |
| 2003 | What I Like About You | Shannon                    | |
| 2004 | Two and a Half Men    | Prudence, Bertas barnebarn | |
| 2004 | The Help              | Cassandra Ridgeway         | |
| 2004 | Crimes of Fashion     | Candace                    | |
| 2004 | Hope & Faith          | Sydney Shanowski           | Young Artist Award nomination – Best Performance in a TV Series (Comedy or Drama) - Supporting Young Actress |
| 2016 | New Girl              | Reagan Lucas               | |